# Equipo de long track de los Países Bajos
El equipo de long track de los Países Bajos es el equipo nacional de carreras de motos de long track de los Países Bajos y está controlado por la Unión Neerlandesa de Deportes de Motor (KNMV). El equipo se inició en todas las ediciones del Campeonato Mundial de pista larga por equipos y ganó la medalla de plata en dos ocasiones (2008 y 2009).

## Participaciones

### Campeonato Mundial de pista larga por equipos
| Año  | Pts.             | Pilotos |                                                                                |
| ---- | ---------------- | ------- | ------------------------------------------------------------------------------ |
| 2007 | 5                | 47      | Theo Pijper (28), Jannick de Jong (12), Erik Eijbergen (4), Dirk Fabriek (3)   |
| 2008 | Medalla de plata | 51      | Dirk Fabriek (22), Jannick de Jong (21), Mark Stiekema (5), Erik Eijbergen (3) |
| 2009 | Medalla de plata | 53      | Theo Pijper (22), Dirk Fabriek (19), Jannick de Jong (12), Mark Stiekema (—)   |
| 2010 |                  |         |                                                                                |
| 2016 |                  |         | Jannick de Jong 18, Theo Pijper 13, Dirk Fabriek 15, Romano Hummel (—)         |

### Pilotos
Pilotos que empezaron en las finales del Campeonato Mundial de pista larga por equipos:
- Erik Eijbergen (2007, 2008)
- Dirk Fabriek (2007, 2008, 2009)
- Jannick de Jong (2007, 2008, 2009)
- Theo Pijper (2007, 2009)
- Mark Stiekema (2008, 2009)